# Euparal
Euparal is een insluitmiddel voor de vervaardiging van microscopische preparaten. Preparaten met Euparal zijn goed houdbaar, al heeft het nog niet bewezen de duurzaamheid te hebben van bijvoorbeeld canadabalsem. Het bestaat uit een mengsel van eucalyptol, sandarac, paraldehyde, fenylsalicylaat en kamfer. Euparal heeft een relatief lage brekingsindex die kan variëren van 1.478 tot 1.535. 
Het is goed oplosbaar in alcohol en kan sporen van water in het preparaat verdragen. Deze eigenschappen maken het makkelijk in gebruik, in tegenstelling tot bijvoorbeeld het klassieke insluitmiddel canadabalsem. Objecten kunnen zo vanuit een hoge concentratie alcohol (vanaf ca. 95%) ingesloten worden in Euparal. Het gebruik van schadelijke oplosmiddelen als xyleen en tolueen kan zo worden vermeden.
Euparal wordt vrij veel gebruikt onder amateurmicroscopisten maar ook door professionele entomologen; het is relatief gemakkelijk in gebruik, geschikt voor vele toepassingen, sneldrogend, niet duur en goed verkrijgbaar. Bepaalde kleuringen schijnen te verbleken in Euparal.